# BZZTôH
BZZTôH was een Nederlandse uitgeverij die op 24 februari 1970 in Den Haag werd opgericht. Het bedrijf bracht jaarlijks ongeveer 100 tot 120 boeken uit. Na faillissement in 2009 startten enkele oud-medewerkers een nieuwe uitgeverij, BBNC Uitgevers.
BZZTôH stelde zich oorspronkelijk literair idealisme ten doel, maar werd in de loop der jaren meer en meer een algemene uitgeverij van publieksboeken. Het bedrijf richtte zich met name op cadeauboeken en toegankelijke esoterie, maar gaf eveneens romans, thrillers, kookboeken, reisverhalen en actuele non-fictie uit.
Bij BZZTôH verschenen boeken van onder meer mr. Max Moszkowicz, Drs. P, Ivo de Wijs, Dick Mol, Ngaio Marsh, Chaim Potok, Stephen Ambrose, Cees van der Pluijm (Paul Lemmens), Hilde van der Ploeg, Ben Holthuis, Paul Van Zummeren, Charl Schwietert en Chris Veraart. Van 1973 tot en met 2004 bracht de uitgeverij ook het literaire tijdschrift Bzzlletin uit.
De uitgeverij was genoemd naar het geluid dat de valbijl van de guillotine maakt in zijn vaart naar en zijn aankomst op het hakblok.
BZZTôH heeft, in samenwerking met uitgeverij Maarten Muntinga, enige honderden Zilverpockets uitgebracht.
In mei 2009 werd bekend dat de uitgeverij in financiële problemen zat en zelf faillissement had aangevraagd. De omzet was zodanig gedaald dat de kosten niet meer betaald konden worden. De curator meldde dat er een partij was die de handelsnaam, de inventaris, het fonds en de schrijvers wilde overnemen. Deze nieuwe uitgeverij, 'BBNC Uitgevers', maakte de doorstart met vier van de veertien werknemers. BZZTôH bleef als merknaam bestaan.